# Сардекбашское сельское поселение
Сардекбашское се́льское поселе́ние — муниципальное образование в Кукморском районе Татарстана Российской Федерации.
Административный центр — село Сардек-Баш.

## История
Статус и границы сельского поселения установлены Законом Республики Татарстан от 31 января 2005 года № 27-ЗРТ «Об установлении границ территорий и статусе муниципального образования "Кукморский муниципальный район" и муниципальных образований в его составе».

## Население
| 2010  | 2011  | 2012  | 2013  | 2014  | 2015  | 2016  |
| ----- | ----- | ----- | ----- | ----- | ----- | ----- |
| 1239  | ↘1238 | ↗1247 | ↗1259 | ↗1268 | ↘1252 | ↘1248 |
| 2017  | 2018  |       |       |       |       |       |
| →1248 | ↘1240 |       |       |       |       |       |

## Состав сельского поселения
| № | Населённый пункт | Тип населённого пункта       | Население |
| - | ---------------- | ---------------------------- | --------- |
| 1 | Бакчасарай       | посёлок                      |           |
| 2 | Верхний Китяк    | посёлок                      |           |
| 3 | Каенлык          | деревня                      |           |
| 4 | Новый Сардек     | село                         |           |
| 5 | Сардек-Баш       | село, административный центр |           |
| 6 | Трыш             | деревня                      |           |
| 7 | Уразаево         | деревня                      |           |